# Smash (álbum de The Offspring)
Smash es el tercer álbum de estudio de la banda estadounidense de punk rock The Offspring. Después de la gira para promocionar su álbum anterior, Ignition (1992), The Offspring comenzó a grabar Smash en octubre de 1993 en Track Record, North Hollywood, California. La grabación y producción se terminaron dos meses más tarde, y el álbum fue lanzado el 8 de abril de 1994, a través de Epitaph Records. Smash incorpora elementos de punk rock, rock alternativo, heavy metal y ska, además de estar fuertemente influenciado por él, en aquel entonces, emergente pop punk.
En los Estados Unidos, Smash ha vendido más de seis millones de copias hasta 2013, y ha sido certificado con seis platinos por la Recording Industry Association of America. También alcanzó el número cuatro en la lista estadounidense de Billboard 200, vendiendo entre 16 y 20 millones de copias en todo el mundo, y convirtiéndose en el álbum publicado en un sello discográfico independiente más vendido de todos los tiempos. Fue el primer álbum lanzado por Epitaph Records que obtuvo el oro y el platino en las ventas. Smash fue el disco que popularizó a The Offspring en todo el mundo, produciendo una serie de exitosos sencillos de gran éxito como "Come Out and Play", "Self Esteem" y "Gotta Get Away". Como un favorito de los fanes, Smash recibió críticas generalmente positivas de los críticos y llamó la atención de los principales sellos discográficos, entre ellos Columbia Records, con el que The Offspring firmaría en 1996. El álbum ha sido reconocido como un fundamental elemento influyente de la escena del punk rock y del punk pop de la década de 1990.

## Crítica
La crítica especializada se volcó sobremanera con Smash considerándolo entre los galardones más importantes de las principales revistas de música a nivel internacional. La influyente revista británica Kerrang! colocó al álbum en el puesto 54 del "The Kerrang! 100 Albums You Must Hear Before You Die" (100 discos que debes escuchar antes de morir) y en "90 Essential Albums of the 90s" (90 discos esenciales de los 90). Robert Dimery hizo lo propio en su libro "1001 Albums You Must Hear Before You Die".

## Portadas
La portada de Smash, así como la de los sencillos "Come Out and Play", "Self Esteem" y "Gotta Get Away", tienen un tema en común: un siniestro (y muy distorsionado) esqueleto, ya sea en la portada frontal, en el disco o en la portada posterior. Los videos musicales de "Self Esteem" y "Come Out and Play" también tiene varias escenas con un esqueleto similar. Se cree que este símbolo representa los motivos principales del álbum: la muerte, la codicia, el suicidio, la violencia, la adicción y el abuso. El esqueleto se utiliza para representar que la continuación de estos actos conducirá inevitablemente a la muerte (o, alternativamente, al final de la especie humana). Kevin Head y Fred Hidalgo, quienes también diseñaron las ilustraciones para el álbum Recipe for Hate de Bad Religion, fueron los responsables de la dirección artística de Smash.

## Listado de canciones
Todas las canciones fueron escritas y compuestas por Dexter Holland, excepto las que se indique.
| N.º                   | Título | Duración |  |
| 1.                    | «Time to Relax»                                                                                           | 0:25     |  |
| 2.                    | «Nitro (Youth Energy)»                                                                                    | 2:27     |  |
| 3.                    | «Bad Habit»                                                                                               | 3:43     |  |
| 4.                    | «Gotta Get Away»                                                                                          | 3:52     |  |
| 5.                    | «Genocide»                                                                                                | 3:33     |  |
| 6.                    | «Something to Believe In»                                                                                 | 3:17     |  |
| 7.                    | «Come Out and Play» (Conocido como "Come Out and Play (Keep 'Em Separated)" en la versión remasterizada.) | 3:17     |  |
| 8.                    | «Self Esteem»                                                                                             | 4:17     |  |
| 9.                    | «It'll Be a Long Time»                                                                                    | 2:43     |  |
| 10.                   | «Killboy Powerhead» (Cover de The Didjits)                                                                | 2:02     |  |
| 11.                   | «What Happened to You?»                                                                                   | 2:12     |  |
| 12.                   | «So Alone»                                                                                                | 1:17     |  |
| 13.                   | «Not the One»                                                                                             | 2:54     |  |
| 14.                   | «Smash» (contiene una pista oculta, "Come Out and Play (Reprise Acoustic)")                               | 10:42    |  |
| Duración total: 37:23 | |          |  |

## Listas y certificaciones
| Listas                         | Posición |
| ------------------------------ | -------- |
| Australian Albums Chart        | N.º 1    |
| Austrian Albums Chart          | N.º 2    |
| Belgian (Flandes) Albums Chart | N.º 2    |
| Belgian (Valonia) Albums Chart | N.º 2    |
| Canadian RPM Albums Chart      | N.º 3    |
| Dutch Albums Chart             | N.º 5    |
| Finland Albums Chart           | N.º 2    |
| French Albums Chart            | N.º 108  |
| German Albums Chart            | N.º 4    |
| Norwegian Albums Chart         | N.º 9    |
| New Zealand Albums Chart       | N.º 6    |
| Swedish Albums Chart           | N.º 3    |
| Swiss Albums Chart             | N.º 3    |
| UK Albums Chart                | N.º 21   |
| EE. UU. Billboard 200          | N.º 4    |
| EE. UU. Billboard Heatseekers  | N.º 1    |

| Listas                  | Posición |
| ----------------------- | -------- |
| Australian Albums Chart | N.º 11   |

| Listas                | Posición |
| --------------------- | -------- |
| EE. UU. Billboard 200 | N.º 56   |

| País                          | Certificación | Fecha               | Ventas    |
| ----------------------------- | ------------- | ------------------- | --------- |
| Australia (ARIA)              | 4x Platino    | 1997                | 280,000   |
| Austria (IFPI Austria)        | Oro           | 6 de junio de 1995  | 25,000    |
| Canadá (Music Canada)         | 6x Platino    | 12 de enero de 1996 | 600,000   |
| Finlandia (Musiikkituottajat) | 3x Platino    |                     | 74,500    |
| Japón (RIAJ)                  | Platino       | 2002                | 200,000   |
| Noruega (IFPI Noruega)        | Oro           |                     | 25,000    |
| Suecia (GLF)                  | Platino       |                     | 100,000   |
| Suiza (IFPI Suiza)            | Platino       | 2001                | 50,000    |
| Estados Unidos                | 6x Platino    | 8 de abril de 1994  | 6,300,000 |

## Créditos

### The Offspring
- Dexter Holland - Vocalista, Guitarra rítmica,
- Noodles - Guitarra principal, coros
- Greg K. - Bajo, coros (Coros no acreditados)
- Ron Welty - Batería, coros

### Otros
- Jason "Blackball" McLean - Voces adicionales en "Come Out and Play (Keep 'Em Separated)" (No acreditado, pero mencionado en "Greatest Hits")
- Lisa Johnson - Fotografías
- Ken Paulakovich - Ingeniero
- Eddy Schreyer - Masterizador
- Thom Wilson - Productor, ingeniero
- Fred Hidalgo - Dirección artística
- Mike Ainsworth - Ingeniero asistente
- Ulysses Noriega - Ingeniero asistente
- Christopher C. Murphy - Ingeniero asistente/corredor